# 308. Infanteriedivision (Vietnam)
Die 308. Infanteriedivision, auch als Pionierdivision bezeichnet, war der erste Großverband in Divisionsstärke der Vietnamesischen Volksarmee. Die Division wurde während des Indochinakriegs aufgestellt.

## Geschichte
Der Verband wurde im Januar 1947 aus dem 88. Infanterieregiment und dem aus Hanoi rekrutierten 102. Infanterieregiment aufgestellt. Im Verlauf des Krieges wurde der Division noch das 36. Infanterieregiment unterstellt. Der Großverband nahm an den meisten bedeutenden Operationen während des Krieges teil, unter anderem der Schlacht um Điện Biên Phủ und der Schlacht um Nà Sản.
Während des Vietnamkriegs kam die Division bei der Schlacht um Khe Sanh zum Einsatz und nahm ebenso an den Gefechten im Rahmen der Schlacht um Quảng Trị, der Osteroffensive 1972 und der Frühjahrsoffensive 1975 teil.
1979 wurde die Division als erster Großverband der Volksarmee zu einer Mechanisierten Infanteriedivision umgegliedert.
Heute ist die Division Teil des I. Korps und im Delta des Roten Flusses stationiert.